# Damien Gaudin
Damien Gaudin (Beaupréau, 20 agosto 1986) è un ex ciclista su strada e pistard francese, è stato professionista dal 2008 al 2021.

## Carriera
È professionista su strada dal 2008, ed è uno specialista delle prove a cronometro e delle classiche. Nel 2013 vince il prologo della Parigi-Nizza e la Cholet-Pays de Loire. Torna a vincere su strada nel marzo 2017, dopo quattro anni senza successi, imponendosi nella sesta tappa del Tour de Normandie; nella stagione riuscì a cogliere altri 4 successi.
Su pista si è invece aggiudicato numerosi titoli nazionali nelle specialità di endurance, e ha partecipato ai Giochi olimpici di Pechino 2008 come componente del quartetto francese di inseguimento a squadre.

## Palmarès

### Pista
- 2006

Campionati francesi, Americana (con Thibaut Mace)
Campionati francesi, Cosa a punti Under-23
Campionati francesi, Inseguimento individuale Under-23
- 2007

Campionati francesi, Inseguimento individuale Under-23
- 2008

Campionati francesi, Americana (con Sébastien Turgot)
Campionati francesi, Inseguimento a squadre (con Jérôme Cousin, Fabrice Jeandesboz e Sébastien Turgot)
Trois Jours d'Aigle (con Jérôme Cousin)
- 2009

Campionati francesi, Inseguimento individuale
Campionati francesi, Inseguimento a squadre (con Jérôme Cousin, Bryan Nauleau e Angélo Tulik)
- 2010

Campionati francesi, Americana (con Benoît Daeninck)
Campionati francesi, Inseguimento individuale
Campionati francesi, Inseguimento a squadre (con Benoît Daeninck, Julien Morice, Bryan Nauleau e Jérémie Souton)
- 2011

Campionati francesi, Inseguimento a squadre (con Bryan Coquard, Benoît Daeninck, Julien Morice e Morgan Lamoisson)
- 2012

Campionati francesi, Inseguimento individuale

### Strada
- 2007 (dilettanti)

2ª tappa Bordeaux-Saintes
Parigi-Roubaix Under-23
- 2013 (Team Europcar, due vittorie)

Prologo Parigi-Nizza (Houilles, cronometro)
Cholet-Pays de Loire
- 2017 (Armée de Terre, cinque vittorie)

6ª tappa Tour de Normandie (Fleury-sur-Orne > Ducey/Les Chéris)
Tro-Bro Léon
4ª tappa Tour de Bretagne (Scaër > Saint-Gildas-des-Bois)
Prologo Tour de Luxembourg (Lussemburgo, cronometro)
Prologo Volta a Portugal (Lisbona, cronometro)
- 2018 (Direct Énergie, una vittoria)

Prologo Tour de Luxembourg (Lussemburgo, cronometro)

## Piazzamenti

### Grandi Giri
- Giro d'Italia

2010: 136º
- Tour de France

2015: 146º
2018: 140º
- Vuelta a España

2009: 139º
2014: 132º

### Classiche monumento
- Milano-Sanremo

2009: ritirato
2010: ritirato
- Giro delle Fiandre

2010: ritirato
2013: ritirato
2014: ritirato
2015: 123º
2016: 31º
2019: 23º
- Parigi-Roubaix

2009: 24º
2010: ritirato
2011: 16º
2012: 25º
2013: 5º
2014: 110º
2015: 84º
2016: 34º
2018: ritirato
2019: ritirato

### Competizioni mondiali
- Giochi olimpici

Pechino 2008 - Inseguimento a squadre: 8º
- Campionati del mondo su pista

Manchester 2008 - Inseguimento a squadre: 6º
Saint-Quentin-en-Yv. 2015 - Inseguimento a squadre: 7º

### Competizioni europee
- Campionati europei su strada

Alkmaar 2019 - Staffetta mista: 5º
Alkmaar 2019 - In linea Elite: ritirato